# Collide (film)
Collide (oorspronkelijke titel: Autobahn) is een Duits-Amerikaanse actiefilm uit 2016 met in de hoofdrol Nicholas Hoult en Felicity Jones. De film is opgenomen in Keulen en omgeving. De film wist maar 5 miljoen dollar op te brengen in bioscopen.

## Plot
Casey moet een laatste overval plegen om het leven van zijn vriendin te redden.

## Rolverdeling
- Nicholas Hoult - Casey Stein
- Felicity Jones - Juliette Marne
- Anthony Hopkins - Hagen Kahl
- Ben Kingsley - Geran
- Marwan Kenzari - Matthias
- Clemens Schick - Mirko